# Entéléchie
L'entéléchie (grec ancien ἐντελέχεια / entelecheia) est un concept de philosophie qui désigne l'état de ce qui a été réalisé, de ce qui a accompli sa fin. Le chêne est, par exemple, l'entéléchie du gland. Le concept est créé par Aristote.

## Concept

### L'élévation à la finalité
Aristote déploie une réflexion physique et métaphysique sur l'opposition entre puissance et acte. Ce qui est en puissance est ce qui n'est pas encore réalisé, mais est à l'état de possible ; ce qui est en acte a été réalisé. Au-delà de l'acte, il y a l'entéléchie, c'est-à-dire l'état de ce qui est porté à complétion (ἐντελέχεια). Elle désigne l'élévation d'un objet à sa finalité, c'est-à-dire son telos. Ce passage d'un état de puissance à l'acte entéléchique n'est pas qu'une croissance ; il s'agit d'une élévation, c'est-à-dire d'un accès à un niveau supérieur de l'être. En effet, par cette élévation est réalisée la finalité interne de la nature.  
Le terme, qui vient de ἐντελής (« complet, achevé »), est parfois difficile à distinguer de l'acte dans les textes d'Aristote. Elle n'est pas pour autant synonyme de l'acte : Aristote appelle ἐνέργεια / energeia la réalisation graduelle, le processus qui mène de la puissance à l'actualisation ; l’entéléchie est l'actualisation à son plus haut degré d'achèvement. L'entéléchie est le résultat de l’ἐνέργεια lorsqu'elle ne renferme plus aucune indétermination issue de la matière.

### Entéléchies première et seconde
Les objets ont chacun leur entéléchie. Ces entéléchies sont subordonnées, secondaires, par rapport à une entéléchie première, qui les domine et les unifie. Il s'agit de l'âme. Aristote écrit ainsi : « L'âme, s'il faut en donner le caractère commun, serait la première entéléchie d'un corps organisé et soumis aux lois de la nature ».

## Application

### Question de l'âme
Aristote applique sa pensée de l'entéléchie à différentes questions. Il traite ainsi de celle de l'âme. Cette dernière donne sa forme aux corps de tous les êtres vivants ; pour autant, elle n'est jamais une actualisation, mais toujours une entéléchie. L'âme, en effet, est le signe de la perfection et de l'accomplissement d'une nature parfaitement achevée dans ses formes et dans ses fins. 
Certes, les concepts de puissance et d’acte sont, à l’occasion, illustrés chez Aristote par l’exemple de la semence : la croissance d'un embryon, par exemple, est vue par le Stagirite comme l'émergence d'un être à partir d'un œuf. Mais l’entéléchie a une signification purement logique et ontologique, et par conséquent non biologique : les concepts de puissance et d’acte « doivent être tirés de la puissance humaine ou δύναμις, qui demeure latente, et qui devient active (ἐν ἔργον) et n’atteint sa fin ἐντελέχεια que dans cette activité ἐνέργεια. »
L’entéléchie signifie par conséquent, pour les êtres soumis à la génération et à la corruption, le sommet de leur développement organique, leur fin au terme du devenir. La finalité qu’Aristote a découverte dans les êtres vivants l’a d'ailleurs rempli d’émerveillement : « En chaque espèce animale, il y a de la nature et de la beauté. Ce n’est pas le hasard mais la finalité qui règne dans les œuvres de la nature, et à un haut degré. »
La pensée grecque analyse la puissance dans sa forme immatérielle, elle serait la force (nature active) présente dans la matière (nature passive), qui attend l'acte (agissement), le travail de l'homme pour surgir, devenir forme matérielle. La puissance est l'idée, qui attend qu'on la réalise, qu’on la matérialise sous une forme, εἶδος / eidos.

### Dualisme corps-esprit
Le concept d'entéléchie permet à Aristote de répondre à son maître, Platon. Alors que ce dernier a fermement ancré le dualisme corps-esprit dans la philosophie occidentale, Aristote considère que l'entéléchie est, pour chaque individu, l'association de sa forme et de sa matière. Ainsi, « il n'y a pas à rechercher si l'âme et le corps sont une seule et même chose », car l'« l’âme est [...] l’entéléchie d’un corps ayant la vie en puissance ».

### Philosophie de l'histoire
L'entéléchie est réutilisée par Georg Wilhelm Friedrich Hegel dans ses Leçons sur la philosophie de l'histoire. L'Esprit est entéléchie et puissance à la fois. Il utilise le terme dans d'autres œuvres.